# نیروگاه تلمبه ذخیره‌ای هنگ پینگ
نیروگاه تلمبه ذخیره‌ای هنگ پینگ (به لاتین: Hongping Pumped Storage Power Station) یک نیروگاه تلمبه ذخیره‌ای در چین است که در Hongping, Jing'an County, Jiangxi Province واقع شده‌است.